# 2016
2016 рік — високосний рік, що почався у п'ятницю за григоріанським календарем (і закінчився у суботу). 2016 рік нашої ери, 16 рік III тисячоліття та XXI століття, 6 рік 2-ї декади XXI століття, а також сьомий рік 2010-х років.

## Ювілеї
- 1000-ліття заснування міста Алмати, колишньої столиці Казахстану (до 1997 р.)[1].

## Події
- закриття кордонів у ЄС як наслідок кризи, пов'язаної з біженцями з Близького Сходу.

### Політика, вибори
- 1 січня — Нідерланди розпочали піврічне головування в ЄС[2]
- 1 січня — розпочався дворічний термін непостійного членства України в Раді Безпеки ООН
- ФІліпа Брідлауа на посту Голови Штабу Верховного головнокомандувача ОЗС НАТО в Європі змінив Кертіс Скапаротті.
- Панама-leaks. Події, пов'язані з перехопленням, оприлюдненням (первісно, з-під руки спецслужб) журналістів-розслідувачів близько терабайта файлів, що стосуються офшорних транзакцій, серед яких фігурують вищі посадові особи країн, у тому числі Ісландії, України, Росії тощо. У продовження української «епопеї» документів (що зачепила український політикум) — амбарна книга «Партії регіонів»
- 20 березня — Барак Обама став першим президентом США, що відвідав Кубу після 1928 року[3]
- 6 квітня — у Нідерландах на референдумі люди висловились проти угоди про асоціацію України і ЄС
- 10 квітня — Арсеній Яценюк заявив про рішення скласти повноваження прем'єр-міністра України[4]
- 14 квітня — Володимир Гройсман призначений прем'єр-міністром України[5]
- 7 травня — Лейборист-мусульманин пакистанського походження Садік Хан заступив на посаду мера Лондона[6]
- 9 травня — Філіппіни обрали Родріґо Дутерте президентом країни[7]
- 12 травня — Верховна Рада ухвалила зміни до закону «Про прокуратуру» та надала згоду на призначення Юрія Луценка генпрокурором[8]
- 9 червня — Педро Кучинські переміг Кейко Фухіморі на виборах президента Перу[9][10]
- 25 червня — історика Гунді Йоханнессона обрано Президентом Ісландії[11]
- 1 липня —Словаччина розпочала піврічне головування в ЄС
- 16 липня — у Туреччині була здійснена спроба військового перевороту[12]
- 22 липня — Сейм прийняв резолюцію згідно котрої визнано Волинську трагедію геноцидом польського населення Волині та Східної Малопольщі[13][14]
- 7 серпня — понад 60 % виборців на референдумі підтримали Конституцію Таїланду, написану військовою хунтою за схемою керованої демократії[15] [16]
- 15 серпня — Едгара Лунгу переобрано президентом Замбії[17]
- 31 серпня — Сенат Бразилії оголосив імпічмент президенту Ділмі Русеф без права займатися політикою до кінця 2027 року[18]
- 18 вересня — Вибори до Державної думи Росії 2016.[19] Україна не визнала повноважень новообраної Державної Думи через російські вибори в окупованому Криму[20]
- 19 вересня — на саміті ООН представники 193-х країн схвалили Нью-Йоркську декларацію у справах біженців і мігрантів[21]
- 29 вересня — Верховний суд РФ визнав «законною» заборону Меджлісу кримськотатарського народу в окупованому Криму, що викликало різку критику політиків різних країн[22]
- 18 жовтня — Гутерреш призначений генсеком ООН; склав присягу 12 грудня, а приступає до виконання обов'язків з 1 січня 2017 (до 2022).
- 8 листопада — Дональд Трамп переміг на президентських виборах у США
- 13 листопада — на загальних виборах Ігор Додон обраний президентом Молдови
- 4 грудня — на президентських виборах в Узбекистані переміг виконувач обов'язків президента Шавкат Мірзійоєв[23]
- 4 грудня — Александер Ван дер Беллен переміг на президентських виборах в Австрії
- 4 грудня — соціаліст Румен Радєв виграв у другому турі президентських виборів у Болгарії
- 4 грудня — італійці на референдумі відкинули урядові пропозиції щодо конституційних змін, прем'єр-міністр Маттео Ренці оголосив про свою відставку[24]
- 11 грудня — Парламентські вибори у Румунії 2016.
- 11 грудня — дострокові парламентські вибори в Македонії 2016.
- грудень, 10., 17 — вибори до ОТГ в Україні (об'єднаних тергромад).
- 19 грудня — напад на посла Росії в Туреччині Карлова Андрія, що стався в центрі сучасного мистецтва в столиці Туреччини. У посла стали стріляти, коли він виголошував промову з трибуни під час відкриття виставки[25][26].

#### Референдуми
- Нідерланди: щодо угоди про євроасоціацію ЄС з Україною
- Велика Британія: щодо виходу з ЄС
- Угорщина: щодо квот на міґрантів
- Італія: конституційний референдум
- Киргизстан: 11 грудня конституційний референдум — 80 % за.

### Збройні конфлікти
Дивись також Війна на сході України
- 2 квітня — відновлення бойових дій у Нагірному Карабаху (чотириденна війна)[27]
- 26 березня — сирійські урядові війська за підтримки загонів союзників звільнили Пальміру від «Ісламської держави»[28]
- 18 червня — урядові війська Іраку взяли под контроль місто Фаллуджа
- 24 червня — президент Колумбії Хуан Мануель Сантос підписав мирний договір із повстанцями[29], що поклав край 52-річній громадянській війні
- 24 серпня — Туреччина розпочала військову наземну операцію «Щит Євфрату» в Сирії
- 11 грудня — терористичне угрупування «Ісламська Держава» знову зайняло сирійське історичне місто Пальміру
- 22 грудня — сирійський уряд узяв під повний контроль місто Алеппо
- 18–19 грудня — бої на Світлодарській дузі.

### Економіка
- 1 січня — набрала чинності зона вільної торгівлі між Україною та ЄС
- 4 січня — Росія заблокувала транзитні перевезення з України через РФ[30]
- лютий–березень — Канадська влада розпродала практично весь золотий запас країни. Згідно з даними Міністерства фінансів Канади, станом на початок березня 2016 року, всього в резерві залишалося лише 77 тройських унцій дорогоцінного металу на суму $130 тисяч, повідомляє meduza.io. У лютому 2016 року Канада продала останню велику партію золотих монет з резерву ― 22 тисячі тройських унцій вартістю $35 мільйонів. За словами представника Міністерства фінансів Канади, продаж золота є частиною довгострокової програми з диверсифікації резервів, в рамках якої влада розпродає цінні метали, а виручені кошти інвестує в ліквідніші активи[31].
- 3 квітня — опубліковані панамські документи[32] з конфіденційною інформацією про офшори
- 28 червня — Volkswagen погодився компенсувати США 15 мільярдів доларів за маніпуляції з вихлопом[33]
- 11 липня — Україна та Канада підписали угоду про зону вільної торгівлі[34]
- 30 серпня — ДП «Антонов» підписав контракт із китайською компанією AICC щодо добудови другої «Мрії» і фінансування випуску 25 Ан-178[35][36]
- 30 серпня — Єврокомісія заявила, що Ірландія надала корпорації Apple необґрунтовані податкові пільги на суму до 13 мільярдів євро, і ця країна повинна їх витребувати[37]
- 8 вересня — американська компанія «Liberty Media» оголосила про купівлю «Формули-1» за $ 8 млрд[38]

### Наука і техніка
- 4 січня — IUPAC офіційно визнав відкриття хімічних елементів унунтрія, унунпентія, унунсептія та унуноктія
- 27 січня — AlphaGo стала першою програмою, що перемогла професійного гравця в Го[39]
- 11 лютого міжнародна група вчених з обсерваторії LIGO в США експериментально підтвердила існування гравітаційних хвиль, передбачених майже сто років тому загальною теорією відносності Альберта Ейнштейна[40].
- 17 лютого — з космічного центру Танеґасіма за допомогою ракети-носія H-IIA[en] запущена орбітальна обсерваторія «Astro-H» для вивчення рентгенівського випромінювання космічних об'єктів[41][42].
- 16 березня — Ендрю Джон Вайлс відзначений Абелівською премією за доведення Великої теореми Ферма[43]
- 19 березня — пілотований космічний корабель «Союз ТМА-20М» доставив на борт Міжнародної космічної станції трьох космонавтів експедицій 47 і 48[44]
- 8 квітня — після виведення на орбіту вантажного корабля Dragon ракета-носій Falcon 9 компанії SpaceX здійснила першу вдалу вертикальну посадку на плаваючу в Атлантичному океані платформу[45]
- 28 квітня — «Роскосмос» здійснив перший запуск з нового космодрому Восточний в Амурській області: ракета-носій «Союз-2.1а» вивела на цільову орбіту при супутники[46]
- 1 червня — два перших поїзди проїхали найдовшим у світі Сен-Готтардським тунелем під Швейцарськими Альпами[47]
- 22 червня — індійська ракета-носій PSLV-C34[en] вивела з космодрома на острові Шрихарикота 20 супутників на сонячно-синхронну орбіту[48] [49]
- 26 червня — Китай запустив космічний корабель Чанчжен-7[50]
- 26 червня — відкрився розширений Панамський канал[51]
- 3 липня — у Китаї завершено будівництво П'ятсотметрового апертурного сферичного телескопу[52]
- 4 липня — автоматична міжпланетна станція «Юнона», запущена 2011 року, вийшла на полярну орбіту Юпітера[53].
- 7 липня — космічний корабель Союз МС-01 (модернізована версія Союз ТМА-М) стартував до МКС з трьома космонавтами 48-ї та 49-ї експедицій[54]
- 4 серпня — закінчилася місія першого китайського місяцеходу Юйту, що пропрацював 2,5 року замість запланованих 3 місяців[55]
- 14 серпня — компанія SpaceX успішно запустила за допомогою ракети-носія Falcon 9 на геостаціонарну орбіту японський супутник зв'язку JCSAT-16[56]
- 16 серпня — Китай запустив перший у світі супутник квантового зв'язку Мо-цзи[57]
- 16 серпня — У Великій Британії здійснено перший політ найбільшого у світі гібридного дирижаблю Airlander 10[58]
- 26 серпня — у Стамбулі вікрито третій міст через Босфор, який став найширшим та найвищим мостом у світі[59]
- 8 вересня — НАСА запустила космічний апарат OSIRIS-REx для дослідження астероїда 101955 Бенну з подальшим поверненням на Землю зразків ґрунту[60]
- 15 вересня — Китай запустив ракету-носій з орбітальним модулем Тяньгун-2[61]
- 30 вересня — космічний апарат «Розетта» завершив 12-річну місію, здійснивши жорстку посадку на поверхню комети Чурюмова-Герасименко[62]

### Культура
- Вроцлав — культурна столиця Європи.
- Вихід у прокат художнього фентезійного фільму «Warcraft» за мотивами однойменної комп'ютерної гри.
- 14 травня — Джамала з піснею «1944» посіла перше місце на Пісенному конкурс Євробачення 2016
- 22 травня — «Я, Деніел Блейк» режисера Кена Лоуча отримав «Золоту пальмову гілку» на 69-му Каннському кінофестивалі[63]
- 10 вересня — на Венеційському міжнародному кінофестивалі володарем «Золотого лева» став філіппінський фільм «Жінка, яка пішла» режисера Лава Діаса[64]
- 18 вересня — відбулася 68-ма церемонія вручення нагород «Еммі», найкращим телевізійним фільмом названо «Шерлок», найкращим комедійним серіалом «Віце-президент», найкращим драматичним «Гра престолів»

### Суспільство
- 2 січня — у Саудівській Аравії за звинуваченням у тероризмі страчений шиїтський проповідник Німр ан-Німр, що призвело до масових протестів[65]
- 12 січня — терористичний акт на площі Султанахмет в історичному центрі міста Стамбул
- 17 березня — у Запоріжжі демонтували найбільший пам'ятник Леніну в Україні[66]
- 22 березня — у Брюсселі відбулась серія вибухів, загинуло 26 осіб, 146 осіб отримали поранення[67]
- 1 травня — Adonia[en] став першим за 50 років круїзним лайнером, що вирушив зі США на Кубу[68]
- 11 травня — Еміра партії Джамаат-і-Ісламі Бангладеш та екс-міністра Мотіура Рахмана Нізамі стратили через повішення за воєнні злочини часів війни за незалежність у 1971 році[69]
- 19 травня — Верховна Рада України перейменувала Дніпропетровськ на Дніпро[70]
- 25 травня — Надія Савченко повернулася в Україну в результаті обміну на полонених ГРУвців Єрофеєва та Александрова[71]
- 28 травня — У пожежі в будинку для літніх людей під Києвом загинуло 17 осіб.
- 30 травня — Надзвичайні Африканські Палати засудили чадського екс-президента Хіссена Хабре до довічного ув'язнення за злочини проти людства[72]
- 27 червня — суд сектора Боюкани у Кишиневі призначив екс-прем'єру Молдови Владу Філату 9 років ув'язнення із конфіскацією майна за корупцію[73][74]
- 29 червня — через теракт в аеропорту Стамбула (Туреччина) більше 30 людей загинули, понад 100 отримали поранення[75]
- 6 липня — випущено популярну комп'ютерну гру Pokémon Go
- грудня — теракт у коптському храмі Каїра
- 14 липня — Верховна Рада перейменувала місто Кіровоград у Кропивницький[76]
- 15 липня — у Ніцці (Франція) стався масштабний терористичний акт, загинуло понад 80 людей[77]
- 8 серпня — понад 70 людей загинуло та понад 160 отримали поранення в результату терористичного акту — вибуху бомби в лікарняному комплексі в місті Кветта на південному заході Пакистану[78]

### Релігія
- Католицька церква визнала святими шведську черницю Марію Елізабет Гессенбат, та польського священика Святослава Гапчинського.
- 19 червня — у соборі Святого Міни на грецькому острові Крит розпочався Всеправославний собор[79].

в Україні
- Харківсько-Полтавська єпархія УАПЦ (о) на XXVI. єпархіяльному соборі заявила про влиття в УГКЦ («досягнення євхаристійного спілкування та адміністративної єдности»)[80].
- 50 років на катедрі Філарета (Патріарх Київський)
- Генпрокуратура України відкрила справу щодо нардепа Новинського, який, за звинуваченням, обмежував волю правої руки патріарха Володимира в дні, напередодні стерті того

### Спорт
- 11 січня — аргентинський футболіст Ліонель Мессі вп'яте став володарем «Золотого м'яча»[81]
- 28 лютого — Позачерговий конгрес обрав Джанні Інфантіно президентом ФІФА[82]
- 3 травня — «Лестер Сіті» вперше за свою 130-річну історію виграв чемпіонат Англії з футболу[83]
- 18 травня — «Севілья» втретє поспіль перемогла у фіналі Ліги Європи УЄФА[84]
- 5 червня — Новак Джокович здобув перший титул на Ролан Гаррос, і став першим з 1969 року одночасним володарем титулів на всіх чотирьох турнірах Великого шолома[85]
- 10 липня — у фіналі Чемпіонату Європи з футболу 2016 у Франції збірна Португалії з рахунком 1:0 здолала збірну Франції
- 7 серпня — Міжнародний параолімпійський комітет ухвалив рішення усунути збірну Росії від Паралімпійських ігор у Ріо-де-Жанейро на підставі доповіді Всесвітнього антидопінгового агентства[86]
- 14 серпня — Майкл Фелпс став 23-разовим олімпійським чемпіоном, здобувши п'ять золотих медалей у плаванні на Олімпійських іграх у Ріо
- 18 вересня — українець Олександр Усик завоював титул чемпіона світу з боксу за версією WBO у першій важкій вазі[87]

### Аварії та катастрофи
- 19 березня — літак "Boeing 737—800 авіакомпанії Flydubai, що виконував рейс з Дубая в Ростов-на-Дону, розбився при повторному заході на посадку в важких метеорологічних умовах. На борту перебували 62 людини, в тому числі сім членів екіпажу, всі вони загинули
- 16 квітня — землетрус в західному Еквадорі. Понад 650 жертв.
- квітень — землетрус у Японії. Серія поштовхів на Кюсю. У префектурах Кумамото і Оіта відбулося понад 900 поштовхів, 2 з яких — магнітудою у 6.5 та 7.3 бала — були найбільшими після землетрусу 2011[88].
- 19 травня — літак Аеробус А320 авіакомпанії EgyptAir, що виконував рейс Париж—Каїр, впав у Середземне море, на борту лайнера перебувало 66 людей
- травень — сильні пожежі у канадській провінції Альберта.
- 24 серпня — в центральній Італії сталися два землетруси магнітудою 6,2 і 5,4 балів, що провели до численних руйнувань і сотень людських жертв.
- Ураган Метью
- 30 жовтня — землетрус у середній Італії; землетрус у Грузії.
- 13 листопада — землетрус магнітудою 7.4 у Новій Зеландії. Спричинився до цунамі
- 29 листопада — літак болівійської авіакомпанії «LaMia», який прямував з болівійського міста Санта-Крус-де-ла-Сьєрра до колумбійського місто Медельїні, розбився в околицях міста Ріонегро департаменту Антіокія, загинули 72 людини з 77 на борту.
- 8 грудня — землетрус магнітудою 6,1 поблизу узбережжя Тринідад і Тобаго.

## Нобелівська премія
- з медицини та фізіології:
- з фізики:
- з хімії:
- з літератури:
- премія миру:
- з економіки:

## Українсько-німецька міжнародна літературна премія імені Олеся Гончара
- Номінація «Проза»

Андрішко Олег (с. Вітрівка, Криничанський район, Дніпропетровська область) — за роман «Пісня цапів».
- Номінація «Мала проза»

Ковар Христя (м. Брно, Чехія) — за збірку оповідань «Біологія почуттів».
- Номінація «Поезія»

Антощак Микола (м. Вінниця) — за збірку поезій «Тисяча степових років»

Астапенко Ігор (м. Київ) — за збірку поезій «Дихотомія».
- Номінація «Публіцистика»

Конотоп Аліна (с. Велик Кринки, Глобинський район, Полтавська області,) — яа збірку нарисів «Жінка на українських просторах».
- Номінація «Літературна праця»

Червоний Петро (м. Дніпропетровськ) — за літературно-фольклорне дослідження «Босорканя. Страшилки з берегів Дніпра».
- Премія німецьких меценатів та Всеукраїнського фонду відтворення видатних пам'яток історико-архітектурної спадщини ім. Олеся Гончара

Миколаєнко Алла (м. Київ) — за збірку поезії «Затемнення води».

## Вигадані події
- Події серіалу 11.22.63.
- У 2016 році відбуваються події фільму «Загін Самогубців».